# Ailuropoda
Ailuropoda is het enige bestaande geslacht in de ursidae (beren) uit de onderfamilie Ailuropodinae. Er bestaat slechts één soort, de zogenaamde Ailuropoda melanoleuca; de andere drie soorten zijn prehistorische chronosoorten. Ondanks zijn classificatie als carnivoor, heeft de reuzenpanda een dieet dat voornamelijk herbivoor is en dat bijna uitsluitend uit bamboe bestaat.
Reuzenpanda's stammen af van Ailurarctos, dat leefde tijdens het late Mioceen.
In 2011 werden fossiele tanden op het Iberisch schiereiland gevonden die zijn geïdentificeerd als behorend tot een voorheen niet-geïdentificeerde soort in de onderfamilie Ailuropodinae. Deze soort heette Agriarctos beatrix (nu Kretzoiarctos beatrix).

## Etymologie

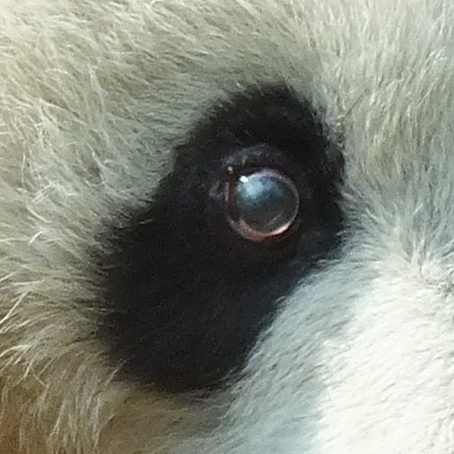
Reuzenpanda oog

In tegenstelling tot de meeste beren hebben reuzenpanda's geen ronde pupillen, maar verticale sleuven, vergelijkbaar met die van katten. Dit heeft niet alleen de Latijnse naam geïnspireerd. In het Chinees wordt de reuzenpanda "grote berenkat" (大熊猫, dà xióngmāo) genoemd en in het Standaard Tibetaans "kattenbeer" (བྱི་ ལ དྨོ, byi-la dom).

## Classificatie
- † Ailuropoda baconi (Woodward 1915) (Pleistoceen)
- Ailuropoda melanoleuca – Reuzenpanda (David, 1869)
  - Ailuropoda melanoleuca qinlingensis Wan Q.H., Wu H. et Fang S.G., 2005
  - Ailuropoda melanoleuca melanoleuca (David, 1869)
- † Ailuropoda microta Pei, 1962 (laat Plioceen)
- † Ailuropoda wulingshanensis Wang et alii, 1982 (laat Plioceen - begin Pleistoceen)

## Andere panda's
De rode of kleine panda (Ailurus fulgens) werd vroeger beschouwd als nauw verwant aan de reuzenpanda. Deze wordt echter niet langer als een beer beschouwd maar geclassificeerd als de enige levende vertegenwoordiger van een andere carnivoorfamilie, (Ailuridae).